# Карантинне кладовище
Каранти́нне кладови́ще — кладовище в Україні, в Одеському портовому карантині. Старий зруйнований некрополь Одеси. Розташовувалося між територіями Пасажирського і Чумного кварталів Одеського карантину, навпроти Карантинного молу порту (північно-східна частина сучасного Парку Шевченка). Територія некрополя ніяк не позначена на місцевості. На цвинтарі існують ділянки поховань вмерлих від чуми, а окремо — від незаразних хвороб. Раніше кладовище з усіх сторін було огороджене стінами. Існувала дорога з порту до кладовища, виїзд з порту зберігся. Над прірвою збереглася цокольна Сторожова башта Одеського карантину з контрфорсом, яка використовувалася для засвідчення і зберігання вмерлих до їх поховання. На дореволюційних картах — Пасажирське або Чумне кладовище.

## Історія цвинтаря

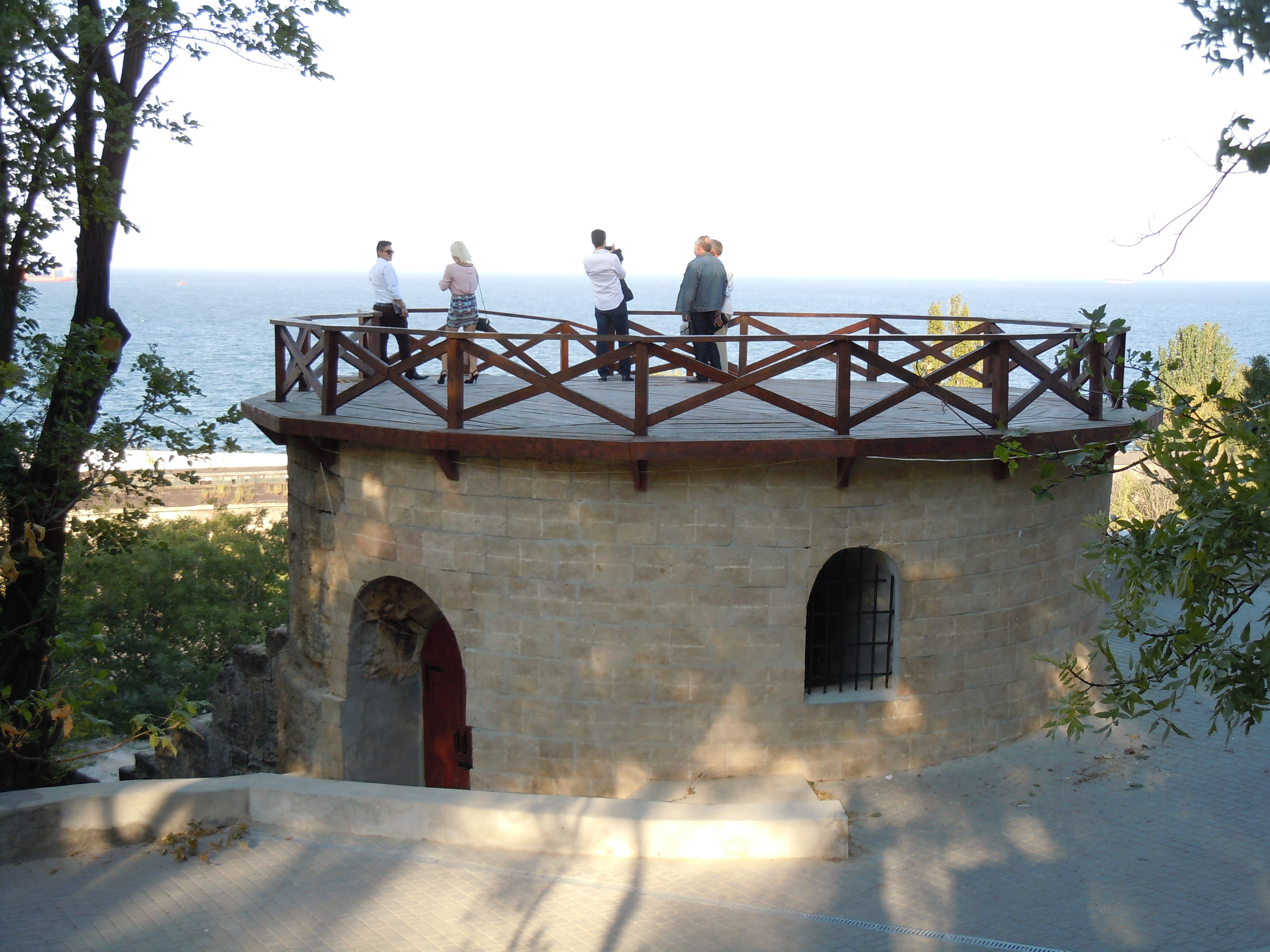
Сучасний вигляд Сторожової башти карантину, яка використовувалася для зберігання трупів перед похованням

Цвинтар заснований у 1822 р. в результаті передачі будівель Фортеці Хаджибея для розбудови Карантину.
Під час Кримської війни 1853—1854 рр., на території Карантину тимчасово знаходилися прибулі до Одеси військовополонені, а також поранені бійці, і тут же були поховані:

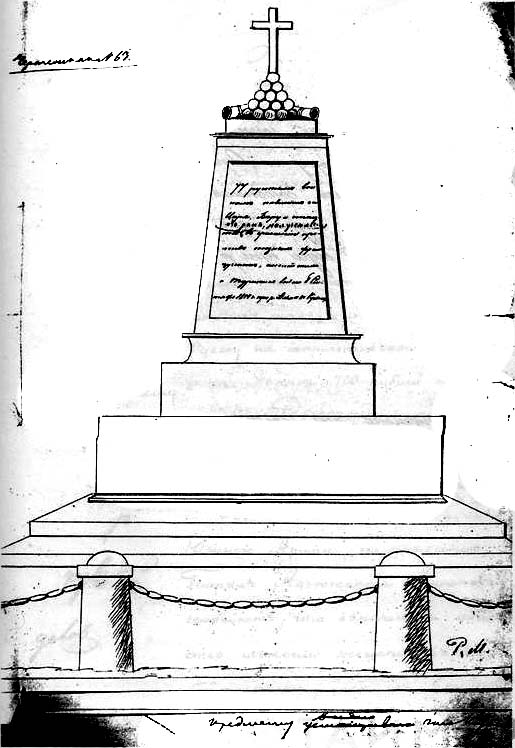
Рисунок зруйнованого монументу загиблим в Альмінській битві

- Перші захисники Одеси, загиблі при її обороні в бою з англо-французькою ескадрою в день Страсної Суботи 10 квітня 1854 року — невідомі «нижчі чини», в том числі з героїчної батареї № 6 прапорщика Олександра Щьоголева[ru];
- 77 невідомих російських воїнів, що дістали поранення 8 вересня 1854 року в Альмінській битві (на р. Альма) на Кримському півострові проти англо-французьких військ, що намагались захопити Севастополь (поранені були доставлені морем до Одеського карантину);
- Чотири або п'ять моряків з англійського фрегата «Тигр», знищеного 30 квітня 1854 року біля берегів Одеси, в районі 8-9 станцій Фонтанської дороги, навпроти Воскресенського скиту Свято-Архангело-Михайлівського жіночого монастиря.

На цьому ж кладовищі поховані у 1879 і 1882 роках вісім страчених «народовольців» (імена невідомі). Так, прилюдно повішані в суботу 10 квітня і 9 грудня 1879 року шестеро «державних злочинців», в том числі дворяни Д. Лизогуб і С. Чубаров, вночі були викопані з могил і перепоховані на цьому цвинтарі. Повішані 22 березня 1882 року у дворі в'язниці на Привокзальній площі за вбивство в Одесі військового прокурора генерала В. Стрельникова — М. Желваков і С. Халтурін — також таємно зариті на цьому некрополі між сучасним стадіоном «Чорноморець» і Алеєю Слави. У 1906—1910 роках на закритій муром території кладовища і карантину стратили й поховали десятки учасників революційних подій 1905—1907 років.

## Занепад і знищення цвинтаря

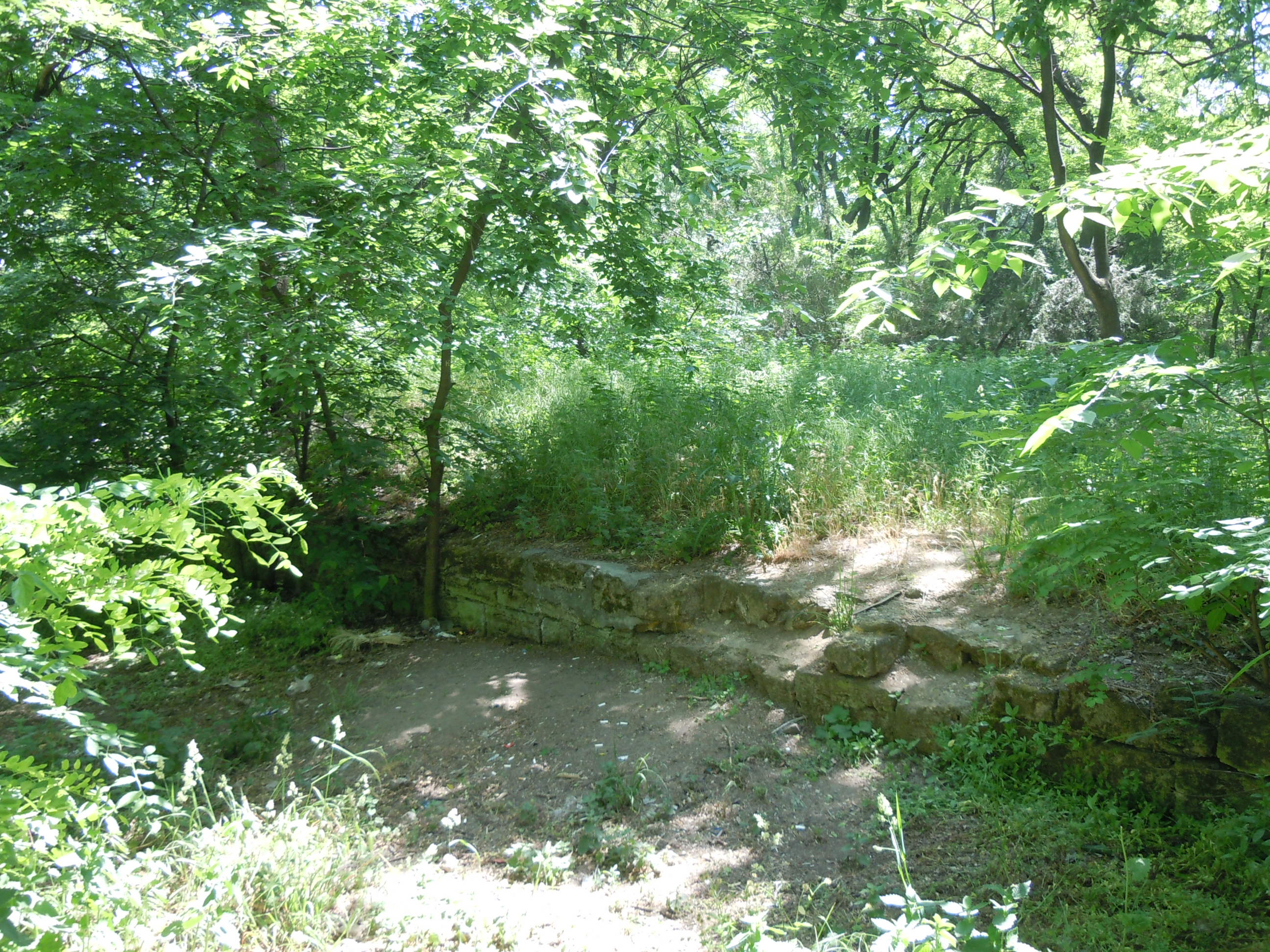
Залишки фундаменту будівель Чумного кварталу

Вже наприкінці XIX століття частина будівель Карантину і колишньої фортеці використовувалися як жилі приміщення. На початку ХХ століття англійське консульство провело розшук могил моряків фрегата «Тигр» — були віднайдені розколоті могильні плити. До 1937 року зберігався обеліск захисникам Севастополя — героям Альмінської битви, знесений при створенні парку.
У 1893 році територія і будівлі Карантину були передані митниці. У травні 1896 року прийнято рішення про передачу земель у власність міста. На початку 1900 року за рішенням міського управління були розібрані стіни, що відділяли цвинтар від чумного і пасажирського кварталів карантину та від парку, відкрив вільний доступ до його території. За розпорядженням міської думи її вирівняли, «засипав до рівня арени для дитячих ігор», і засадили деревами. 26 червня 1903 року думою було розпочато спорудження каплиця з мармуру, із написами прізвищ похованих на стінах.

## Сучасний стан
Сучасний Парк Шевченка включив в себе територію карантину, в тому числі цвинтаря, на якому за радянських часів був збудований майданчик атракціонів: тир, «кімната сміху», каруселі, більярдна. Тепер атракціони знесені, більярдна згоріла, башта карантину руйнується. На місці Карантинного кладовища збудований меморіал воїнам, загиблим в Афганістані.
На даний час на території парку запланована розбудова електричної підстанії «Маразліївська», може призвести до проведення земельних робіт на території Карантинного кладовища. Плануються пошукові роботи, з метою точного визначення поховань померлих від чуми, з метою запобігання розриття цих поховань. Існує також ініціатива по відновленню монумента Загиблим у Альмінській битві.

## Галерея

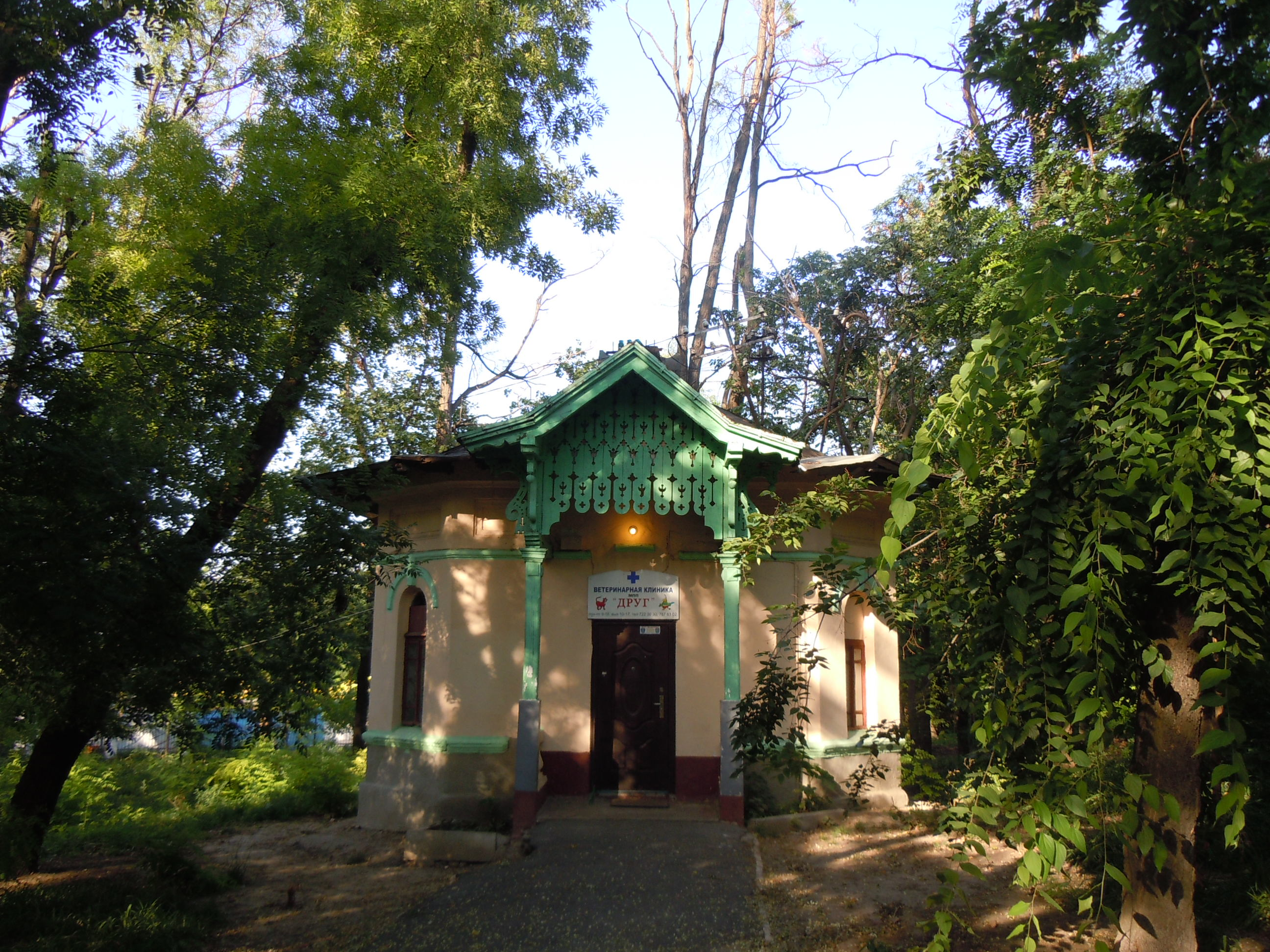
Колишня каплиця Карантинного кладовища. В приміщені каплиці розташована ветеринарна клініка "Друг"
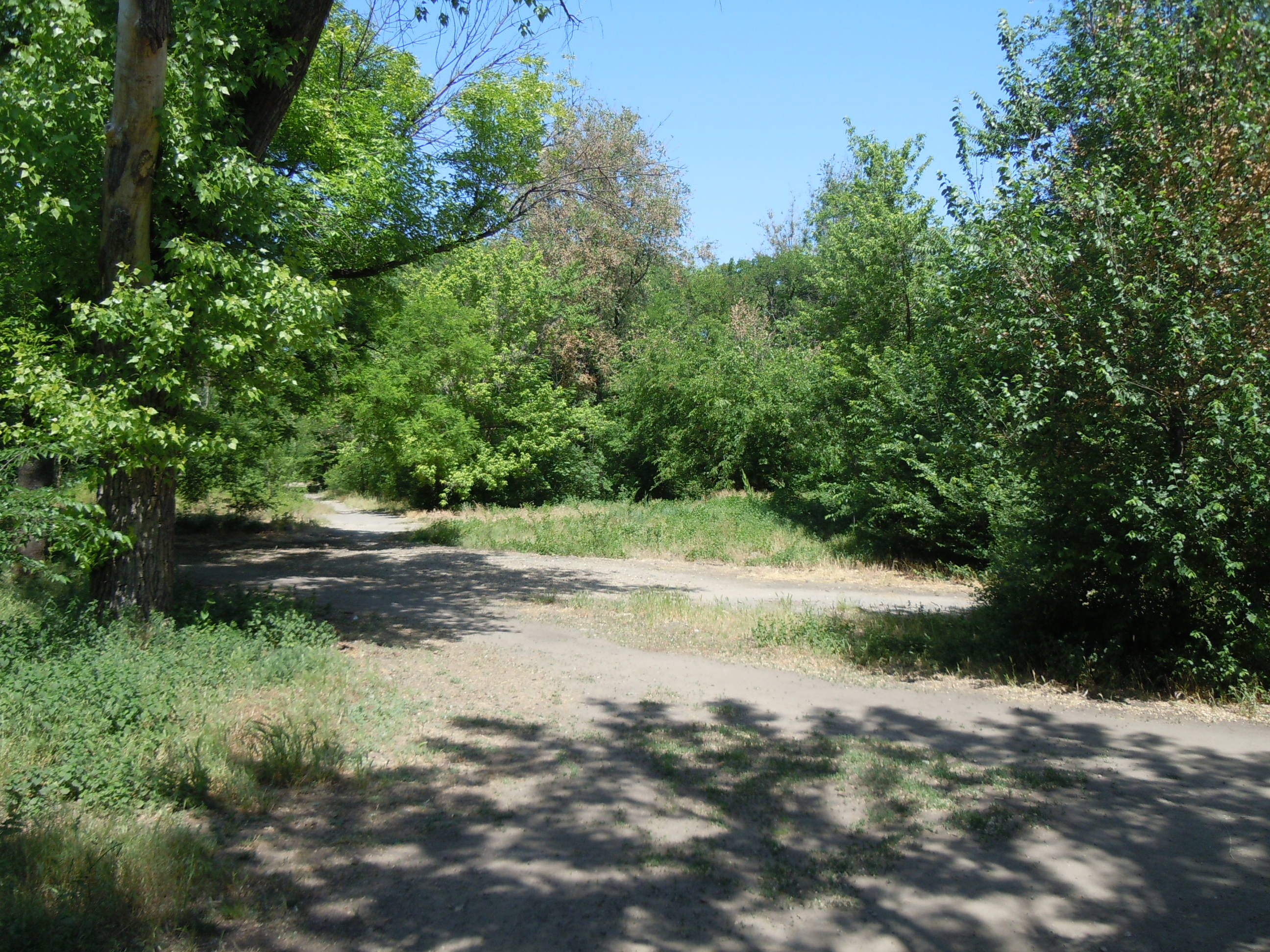
Центральна частина колишнього цвинтаря
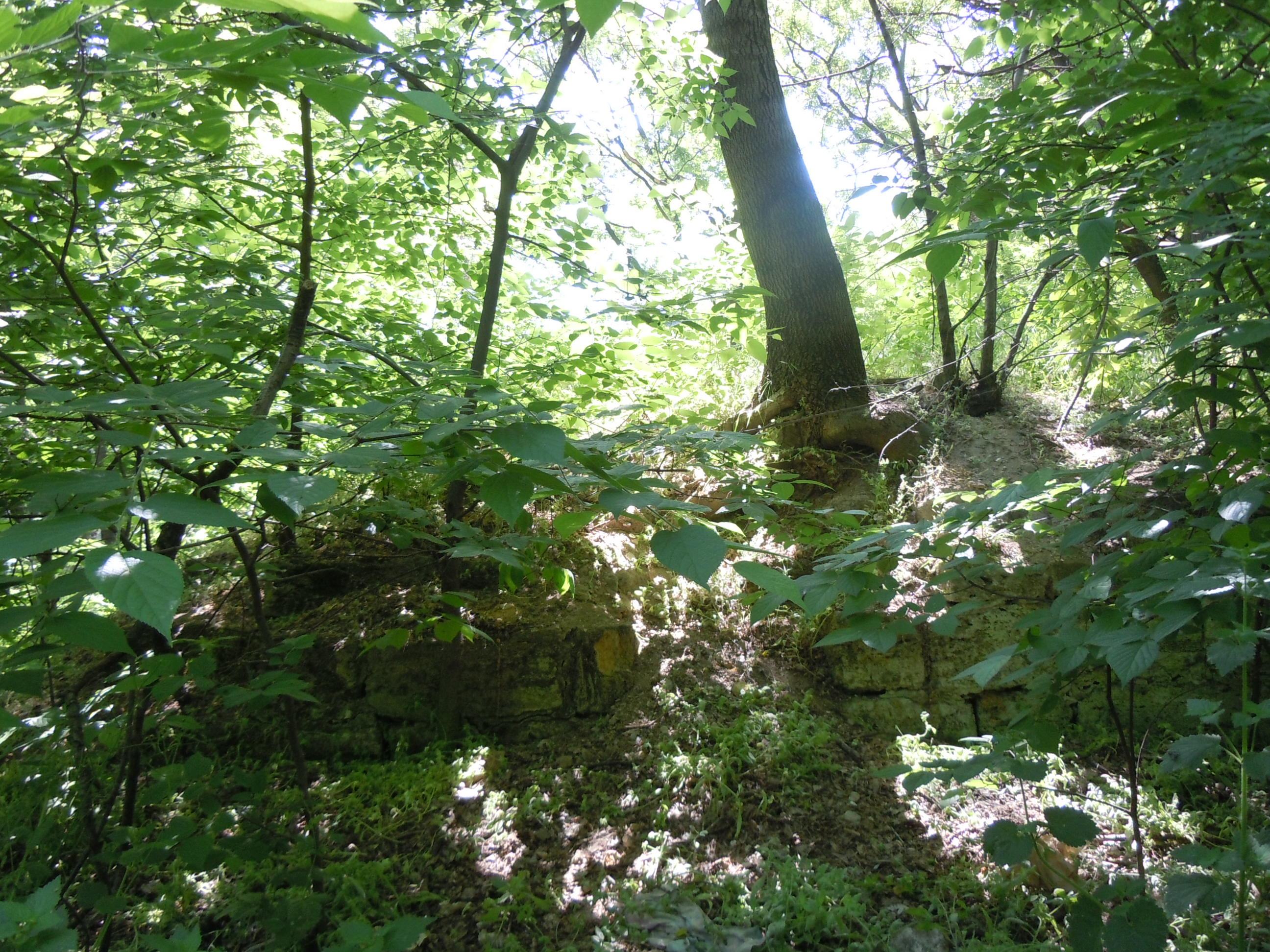
Залишки фундаменту будівель Чумного кварталу
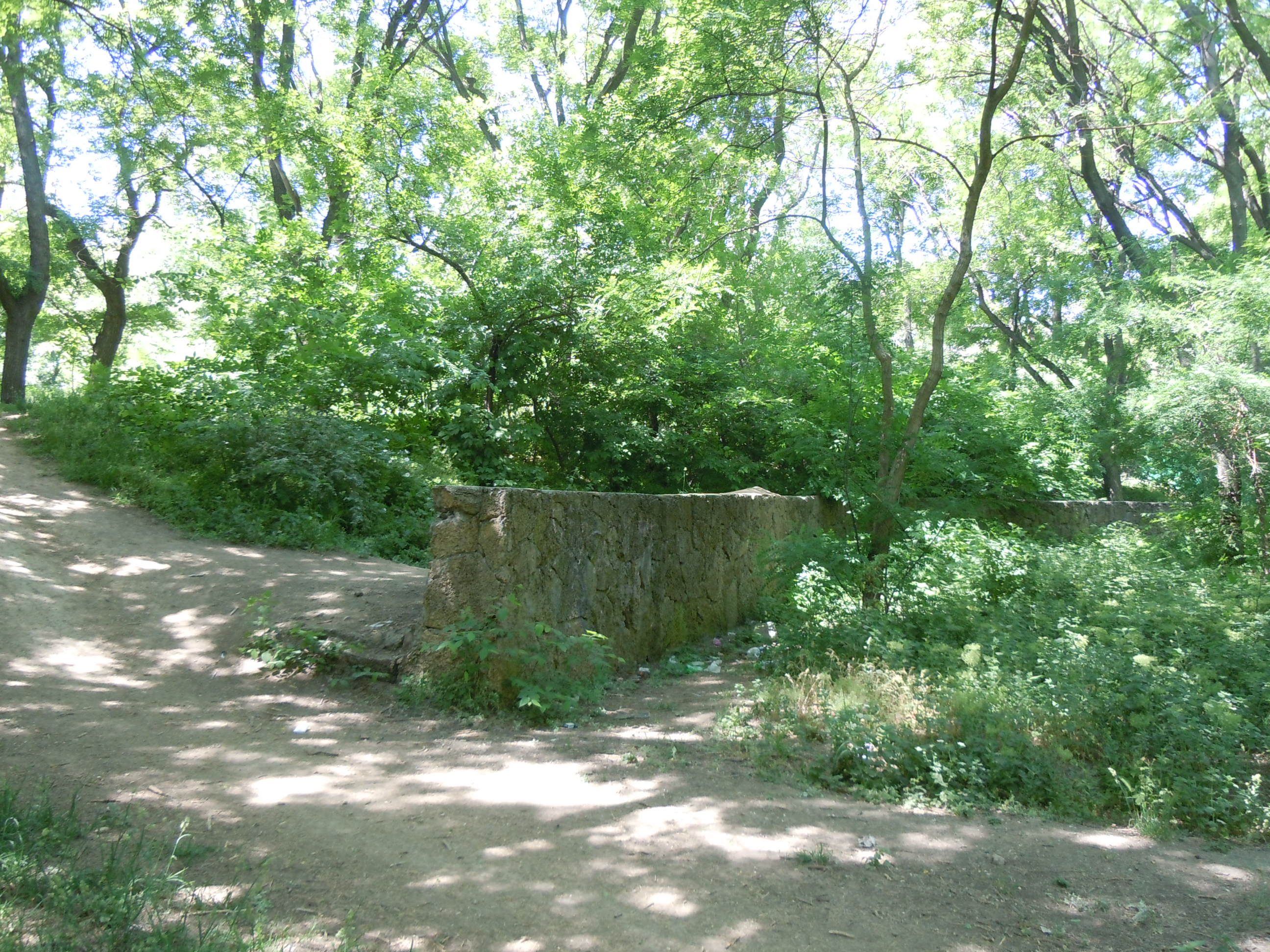
Залишки стіни, що розділяла Чумний квартал (з лікувальними корпусами) і основну частину Карантинного кладовища
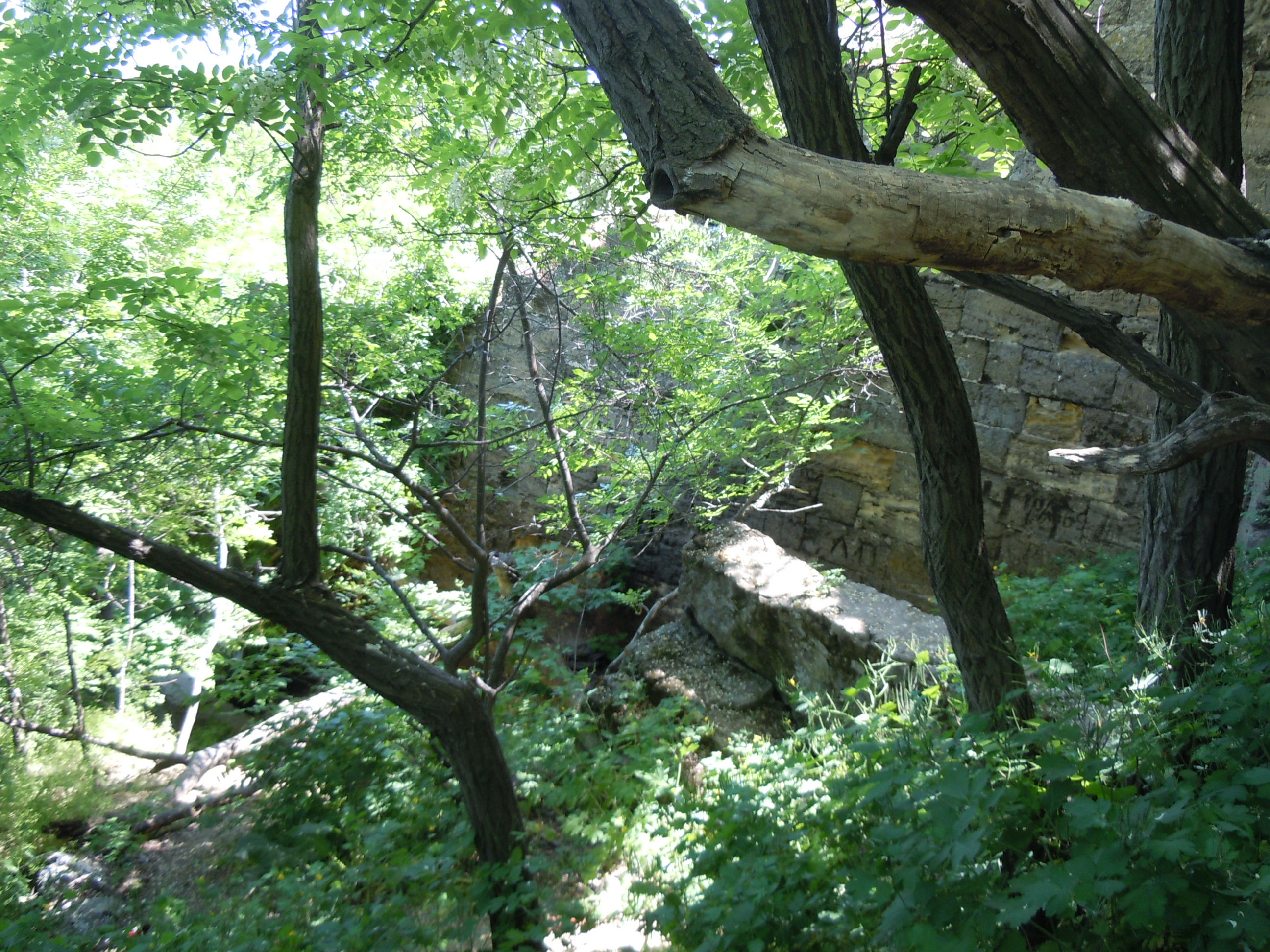
Укріплення Сторожової башти карантину
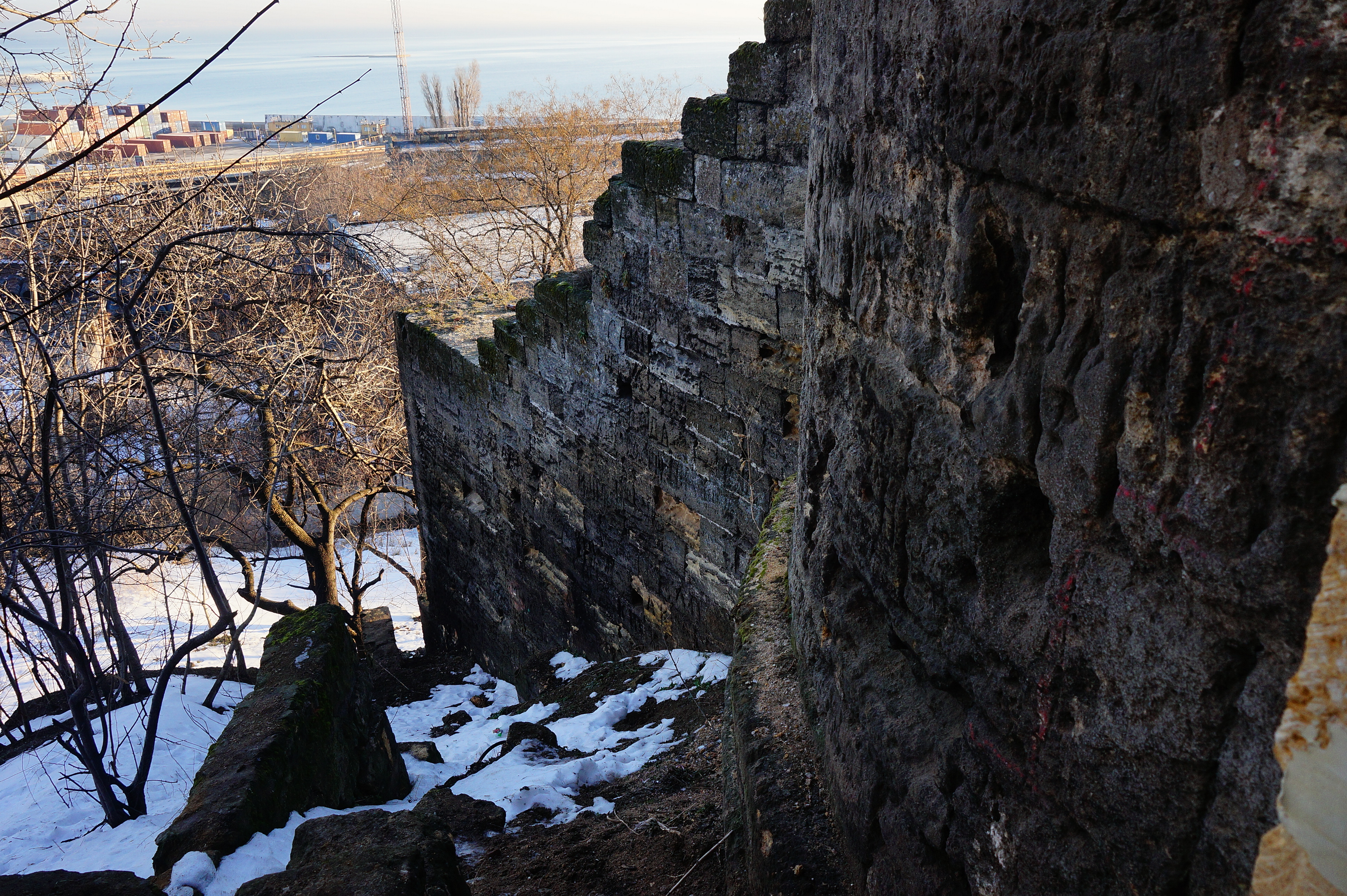
Укріплення Сторожової башти карантину
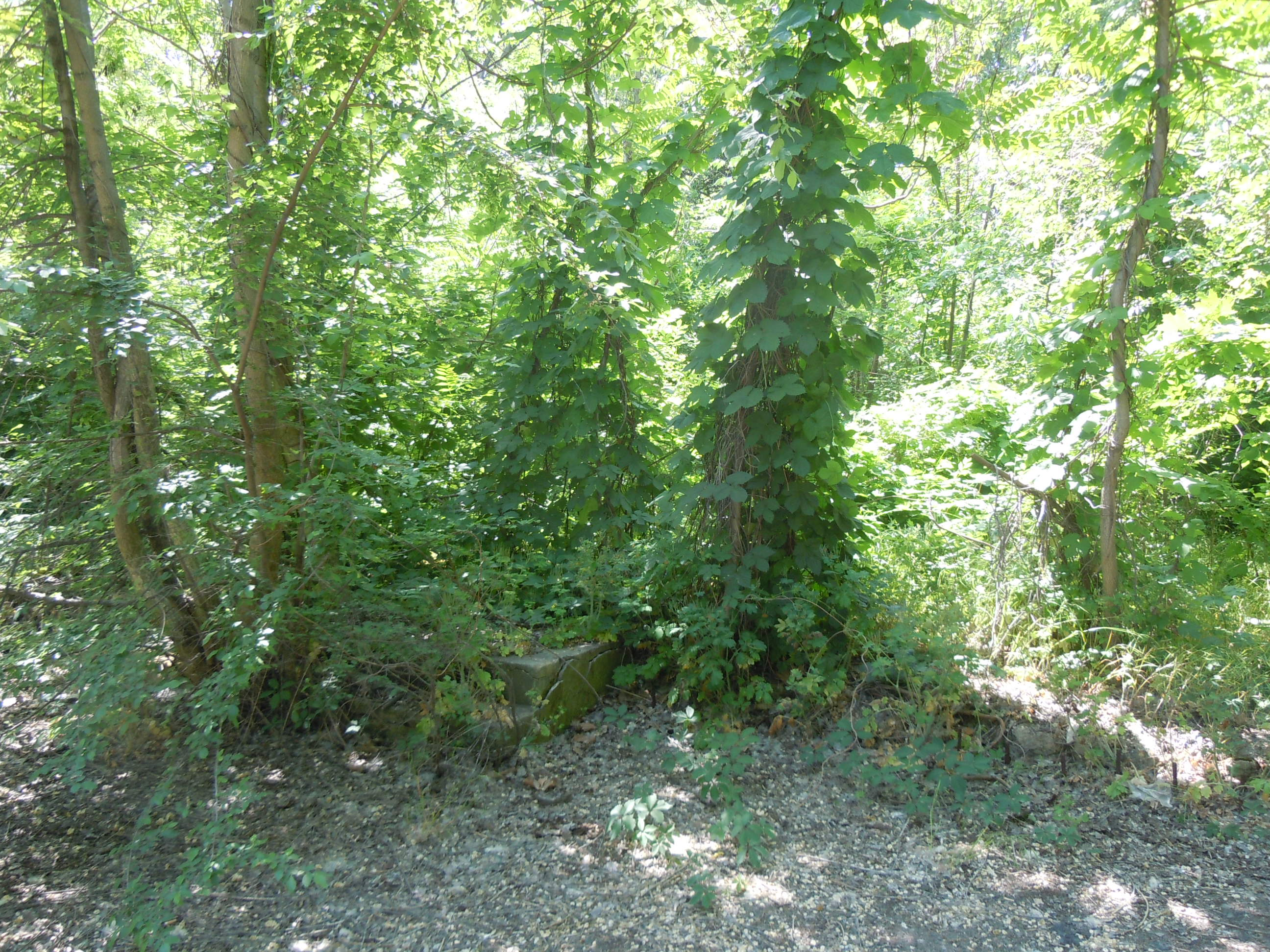
Фундамент більярдної, збудованої на місці кладовища за радянських часів (згоріла в 1990-ті роки)